# Alagoinhas
Alagoinhas város Brazíliában, Bahia államban. Lakosainak száma 151 055 fő (2022). Alagoinhas Inhambupe, Catu, Teodoro Sampaio, Araças, Aramari, Entre Rios és Pedrão településekkel határos.

## Népesség
A település népességének változása:
| Lakosok száma | 130 095 | 141 949 | 154 495 | 152 327 | 153 023 | 151 055 |
|               | 2000    | 2010    | 2015    | 2020    | 2021    | 2022    |